# La Guinea
La Guinea è un comune (corregimiento) della Repubblica di Panama situato nel distretto di Balboa, provincia di Panama. Si estende su una superficie di 29,6 km² e conta una popolazione di 83 abitanti (censimento 2010).